# 아네노코지 (1810년)
아네노코지 (일본어: 姉小路 あねのこうじ[*], 분카 7년 2월 12일 (1810년 3월 16일) - 메이지 13년 (1880년) 8월 9일))는 막부 말기의 오오쿠 죠로오토시요리이다.
이름은 카츠코(勝子)이다. 코죠로(小上臈) 시기에는 이요(伊与子(いよ))라 칭하며, 오오쿠를 떠난 후에는 쇼코인(勝光院)이라 칭했다.

## 인물
아버지는 하시모토 사네나리이다. 형제로는 하시모토 사네히사, 자매로는 미토번 로죠 하나노이가 있다. 카즈노미야의 생모인 칸교인 (하시모토 츠네코)의 숙모이다. 제 11대 쇼군 도쿠가와 이에나리부터 제 12대 쇼군 도쿠가와 이에요시의 치세 동안 오오쿠에서 군림했다.
쇼군가와의 결연에 관해서는 아네노코지가 독단적으로 지휘하고 있었다고 하며, 후의 제 13대 쇼군 도쿠가와 이에사다의 정실 아츠히메의 오오쿠 입성에 즈음해서도, 당초는 오오쿠 측의 담당자로서 시마즈가와 교섭을 실시했다.
한편으론, 정적에 대한 음모 획책이나 덴포 개혁을 방해하려는 등, 정권 운영에도 영향력을 미쳤다.

## 생애

### 도쿠가와 이에나리 시기
아네노코지는, 분세이 9년 (1826년) 3월, 17세의 나이로 에도로 내려와, 오오쿠에 들어갔다. 분세이 11년 (1828년) 6월 6일, 코죠로 신(しん)으로서 제 11대 쇼군 도쿠가와 이에나리의 딸 카츠히메 소속 시녀가 되었고, 10월 4일 죠로오토시요리로 승격되 니와타(庭田)라고 개명했다. 카츠히메와 초슈번 후계자 모리 나리토와의 혼인이 분세이 6년으로 정해져 있었기 때문에, 아네노코지의 하경은 카츠히메의 혼인 때의 죠로오토시요리가 되기위함이라고 생각된다.
이듬해 분세이 12년 (1829년) 11월, 카츠히메가 모리 나리토와 결혼함에 따라, 모리가의 사쿠라다 카미야시키로 옮겼다. 그러나, 분세이 13년 (1830년) 7월, 카츠히메가 혼인하고 1년이 지나지 않아 사망했기 때문에, 11월에 소속 시녀들은 에도성으로 돌아왔다. 그 후, 쇼군 소속이 되어 다시 코죠로가 된 것으로 보이고, 덴포 2년 (1831년) 1월 초하루에 쇼군 이에나리 소속 코죠로 이요(いよ)의 이름을 확인할 수 있다.

### 도쿠가와 이에요시 시기
덴포 7년 (1836년) 9월 4일, 니시노마루로 옮겨 쇼군 후계자 이에요시 소속 죠로오토시요리가 되어, 아네노코지(姉小路)라는 이름을 받았다. 이듬해 덴포 8년 (1837년) 9월, 이에요시가 쇼군에 오르자, 아네노코지도 쇼군 소속 죠로오토시요리가 되어 혼마루 오오쿠에 들어가 권세를 떨치게 된다.
아네노코지는 오모테 인사에도 말을 더해, 다이묘 가문의 혼인과 양자 결연을 알선했기 때문에, 다이묘로부터 오오쿠에 부탁하는 창구가 되어, 『구사자문록』에 의하면, 금은이 가득 들은 과자 상자가 방에 쌓여있었다고 한다. 공가의 여자가 오르는 경우가 많은 죠로오토시요리는, 지위는 높지만 권력을 갖지 않은 경우가 많지만, 아네노코지는 예외적으로 절대적인 권력을 가졌기 때문에, 이에요시와 잠자리를 같이 했다는 설도 있어, 당시 에도 시중에서도 그 소문이 퍼졌다고 한다.
덴포 15년 (1844년)에 아네노코지가 먹고 있던 튀김이 원인인 화재를 일으켜, 혼마루를 전소시켰다. 이 화재는, 시녀가 수백명 사망하게되는 대형 참사가 되었다. 아네노코지는 코다이인 소속 죠로오토시요리 우메타니(梅渓)에게 죄를 덮어씌웠다. 우메타니의 그 뒤는 알려져 있지 않다.
아네노코지는, 동생 하나노이가 미토번 로죠가 되어있었기 때문에, 제 9대 미토번 번주 도쿠가와 나리아키와 자주 직접 서신을 주고받았으며, 그 내용은 『신이세모노가타리(新伊勢物語)』에 기록되어있다. 가에이 3년 (1850년) 7월부터 8월에 걸쳐, 쇼군 이에요시의 양녀로서 오오쿠에 들어온 이토히메(타카코 여왕)의 양녀 결연 문제에 대해 서장으로 격렬한 말다툼을 주고받았다.

### 오오쿠 은퇴 후
가에이 6년 (1853년), 이에요시가 사망하자 삭발, 쇼코인이라 칭하고 죠로오토시요리에서 물러나, 은거했다. 은거처는 초슈번 모리가 시모야시키 아자부류도 저택이었다. 신원보증인은 모리 사누키노카미(나가토 키요스에번주 모리가)이다. 은퇴했다고 해도, 정치적 발언력은 유지하고 있었기 때문에, 자주 오오쿠에 드나들었다고 한다.
공무합체의 일환으로 제 14대 쇼군 도쿠가와 이에모치의 미다이도코로로 오빠 사네히사의 손녀 카즈노미야를 맞이하는 정책이 물밑에서 떠오르자, 쇼코인은 카즈노미야의 강가 수락을 하시모토가나 조카인 칸교인 (카즈노미야의 생모)에게 몇번이나 요구했다고 한다. 막부나 텐쇼인의 밀명을 받고, 스스로 교토로 가서 하시모토 사네아키라나 칸교인을 설득하기도 하고, 뇌물을 써서 뒷공작에 분주했다. 또한, 카즈노미야 강가 후에 오오쿠에서 황실풍과 무가풍의 대립이 격화되자, 그 조정에도 힘썼다고 한다.
게이오 2년 (1866년) 12월 9일, 이에모치 사망에 의해 행해진 카즈노미야의 락쇼쿠식을 위해, 에도성이 등성하고, 카즈노미야의 머리칼을 깎는 역할을 담당했다. 이후의 행보에 해대서는 1차 사료에서 볼수 없게 되어 상세한 내용은 명확하지 않다.
메이지 13년 (1880년) 8월 9일에 사망했고, 묘소는 조죠지 산내의 쇼렌쟈(松蓮社)이다.

## 등장작품

### TV드라마
- 오오쿠 (1968년, 칸사이테레비) - 배우 카와라자키 시즈에
- 카즈노미야사마오토메 (1981년, 후지테레비) - 배우 미마스 아이코
- 오오쿠 (1983년, 칸사이테레비) - 배우 치카마츠 요시에
- 카즈노미야사마오토메 (1991년, 테레비아사히) - 배우 호쇼 아야코
- 오오쿠 (2003년, 후지테레비) - 배우 토요타 마호

### 소설
- 덴포즈로쿠 (슌요문고, 저자 마츠모토 세이쵸)
- 続 徳川の夫人たち (아사히문고, 저자 요시야 노부코)
- 카즈노미야사마오토메 (코단샤, 저자 아리요시 사와코)
- 妻女たちの幕末　―大奥の最高権力者 姉小路の実像― (난난샤, 저자 호다카 켄이치)

## 참고문헌
- 하타 나오코 「아네노코지와 도쿠가와 나리아키 내원의 구도에 대하여(姉小路と徳川斉昭 内願の構図について)」 『이바라키현사연구 94호』 p1-18、2010년
- 우지이에 미키토 『에도 여자의 저력(江戸の女の底力)』 세계문화사, 2004년